# 阿默半島
73°42′S 124°10′W / 73.700°S 124.167°W
阿默半島（英語：Armour Peninsula）是南極洲的半島，位於錫普爾島，處於阿默灣以東，美國地質調查局根據測量和該國海軍的空中照片繪入地圖，現時由南極條約體系管理。